# Merlett

Rikard II:s vapensköld med fem brittiska merletter.

Merlett, ibland stavat märlett, är en fågel som förekommer inom fransk och brittisk heraldik men som refererar till olika fåglar på de två språken.
Den brittiska merletten liknar en svala eller seglare men saknar ben och brukar istället avbildas med korta fjädertofsar. 
Den brittiska merletten benämns marlet på engelska, efter engelskans "martin" som betyder svala. Inom brittisk heraldik är den märket för en yngre son i en adelsfamilj och förekommer i många vapensköldar, däribland Plantagenets. Frånvaron av fötter representerar dess oförmåga att landa, vilket symboliskt kopplar den till en yngre son som saknar land. Merletten representerar även snabbhet.
Den franska merletten saknar också fötter men avbildas även utan näbb. Det franska namnet kommer från franskans "merle", det vill säga koltrast, och brukar beskrivas som en koltrasthona även om formen ofta påminner mer om en fot- och näbblös andfågel. På franska kallas fågel även för canette eller bara anet efter det franska ordet "canard" som betyder anka.

## Galleri med vapensköldar

### Brittiska merletter

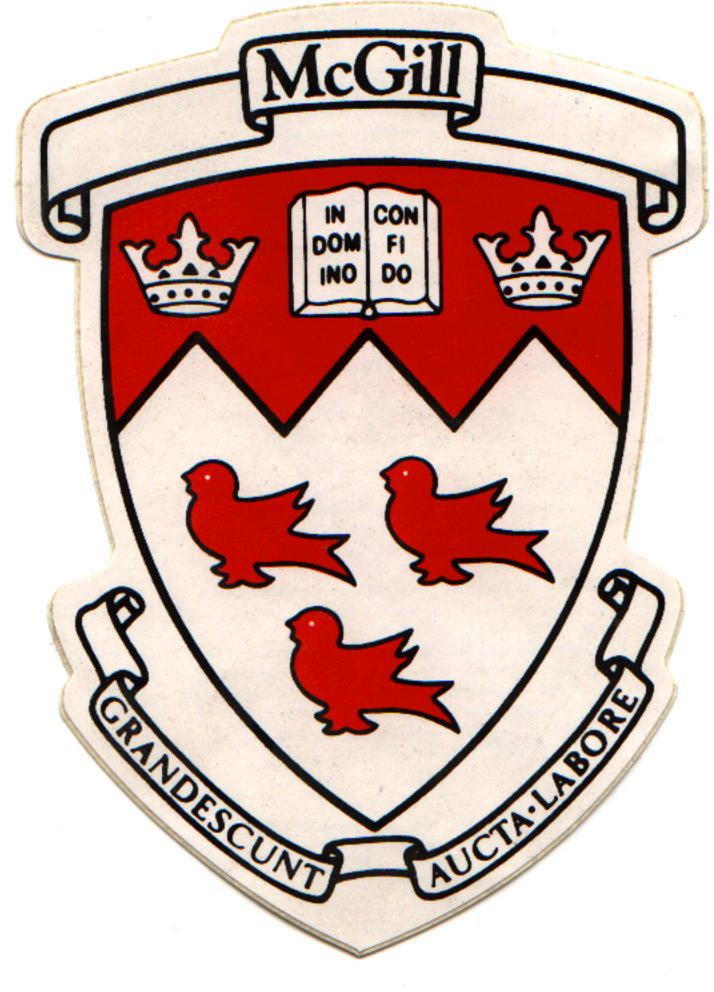
Vapen för McGill University i Kanada
Vapen för staden Dundalk på Irland

### Franska merletter

Vapen för belgiska grenen av ätten d’Avignon
Vapen för belgiska ätten Ursel